# Винклер, Константин Юльевич
Константи́н Ю́льевич (Константи́н Гео́рг Алекса́ндр) Ви́нклер (нем. Constantin Georg Alexander Winkler; 1848—1900) — российский ботаник балтийско-немецкого происхождения.

## Биография
Родился Константин Винклер 14 июня 1848 года в селе Медведево Великолукского уезда на юге Псковской губернии. С 1867 года учился на медицинском факультете Дерптского университета, с 1871 года — на физико-математическом факультете, окончил его в 1874 году. Окончив университет, Винклер стал работать ассистентом в Дерптском ботаническом саду, а также преподавать естествознание в школах в Дерпте.
В 1879 году Константин Юльевич переехал в Санкт-Петербург, где стал сотрудником Императорского ботанического сада. С 1891 по 1897 год Винклер заведовал гербарием и коллекциями живых растений Ботанического сада, последующие два года работал в должности главного ботаника.
В 1899 году К. Ю. Винклер покинул Россию и поселился в Везенберге. 3 февраля 1900 года он скончался.

## Научные работы
Константин Юльевич Винклер издал несколько монографий родов сложноцветных канкриния, кузиния, карпезий, в том числе:
- Winkler, C. Literatur und Pflanzenverzeichniss der Flora baltica. — 1877. — 104 p.
- Winkler, C. Plantae turcomanicae a Radde, Walter, Antonow aliisque collectae. Compositae. — 1889. — 47 p.
- Winkler, C. Synopsis specierum generis Cousiniae Cass. — 1892. — 108 p.

Выпустил серию описаний сложноцветных Туркестана.

## Род и некоторые виды, названные в честь К. Ю. Винклера
- Winklera Regel, 1886 [≈ Lepidium L., 1753]
- Iris winkleri Regel, 1884
- Lactuca winkleri Kirp., 1964, nom. nov.
- Moricandia winkleri Regel, 1886 [≡ Spryginia winkleri (Regel) Popov, 1922]